# Flughafen Kalmar

i7
i11
i13
Der Flughafen Kalmar (IATA-Code: KLR, ICAO-Code: ESMQ) ist ein Flughafen im Süden Schwedens, die Betreiberin nennt ihn Kalmar Öland Airport. Er liegt etwa drei Kilometer östlich von Smedby und fünf Kilometer westnordwestlich der namensgebenden Stadt Kalmar. Je 50 % des Flugplatzes gehören der Gemeinde Kalmar und der Region Kalmar län. Der Flughafen besitzt eine 2.320 Meter lange Start- und Landebahn mit der Ausrichtung 16/34 und eine weitere, 656 Meter lange Bahn mit der Ausrichtung 05/23. Im Jahre 2023 benutzten rund 113.000 Passagiere den Flughafen.

## Flugziele
| Fluggesellschaft                | Flugziel         |
| ------------------------------- | ---------------- |
| Air Dolomiti / Lufthansa        | Frankfurt Main   |
| BRA Braathens Regional Airlines | Stockholm/Bromma |

Regelmäßiger Linienverkehr besteht zwischen Kalmar und Stockholm-Bromma (mehrmals täglich) und zwischen Kalmar und Frankfurt (mehrmals wöchentlich). SAS hat ihren Liniendienst eingestellt, so dass es keine Verbindungen zum internationalen Flugplatz Stockholm-Arlanda mehr gibt.
Der Flughafen wird von den großen schwedischen Reiseveranstaltern auch für Charterangebote genutzt.